# 海賊法
海賊法（かいぞくほう、Piracy Act）とは、海賊行為を処罰する法律である。
英語でPiracy Actと言った場合には著作権侵害に関する法律、俗に言う海賊版ソフトなどの販売行為を取り締まる法律も指すがここでは船舶に対する海賊行為に対する法律について記述する。
海洋法に関する国際連合条約の加盟国では同条約101条に定める海賊行為の定義を基本として同行為を処罰する法整備が行われており、加盟していない国においてもなんらかの影響が見られる。
海賊罪に対する処罰は国際的にも厳しく、古くは死刑が科され、多くの国で死刑が廃止された現代においても長期間の懲役刑か無期懲役が科される重罪である。近代では海賊行為に対して海賊罪を適用せずに通常の強盗や船舶往来に関する法律で処罰することがほとんどであり、アメリカでは100年近く有罪判決どころか起訴すら無かったほどである。しかし、2000年代になってからソマリア沖の海賊の問題から各国とも海賊法を見直すようになった。

## 日本
日本ではソマリア沖海賊の対策部隊派遣を受けて、2009年6月19日に「海賊行為の処罰及び海賊行為への対処に関する法律」が成立した。
日本は海賊行為に対する罰則として死刑がありえる世界の中でも数少ない国となっている。

## アメリカ合衆国
アメリカでは海賊行為の刑事告発はアメリカ合衆国憲法第1条第8節10で認証されており建国当時から海賊に対する法制度が存在していた。
アメリカでは第一次世界大戦以来100年近く適用例が無かったが2009年にソマリア海賊が海賊法で起訴されることになった。最高刑は無期懲役である。

## イギリス
中世イギリスにおいては海賊行為は大逆罪として首吊り・内臓抉り・四つ裂きの刑が科せられていた、イギリスで記録に残るもっとも古い海賊罪の死刑囚は1241年に執行されたトーマス・ミルホーンである。その後、海賊法(Piracy Act)が1698年に制定されると海賊罪は大逆罪から分離された海賊法はその後1717年、1721年、1837年、1837年の改訂を経て1850年に制定された海賊法(Piracy Act 1850)が1998年まで有効であった。
イギリスでは海賊罪に対する司法裁判権は警察ではなく海軍にあり、海賊の死刑執行は処刑ドック(en:Execution Dock)と呼ばれるロンドンのテムズ川の干潮線よりも下にある場所で海軍によって行われていた。これは干潮線よりも下は地面であっても満潮時には水没するため海軍管轄の場所とされていたことによる。海賊は1830年まで400年以上にわたって処刑ドックで公開処刑さてきた。この中にはウィリアム・キッド（キャプテン・キッド）などの有名な海賊も数多く含まれていた。処刑ドックは桟橋の上に作られていたことから処刑桟橋とも呼ばれ、海賊は桟橋の上で処刑されるという話が後世まで残る原因となった。
海賊の中でも比較的罪の軽い物は鞭打ち刑が執行され処刑ドックから少し離れた場所にある鞭打桟橋(Wapping New Stairs)で執行されていた。
最後に海賊罪で死刑が執行されたのは1830年12月16日にジョージ・デイビスとウィリアム・ワッツの2人でこれを最期にウィリアム4世によって海軍による死刑は廃止され処刑ドックも廃止になった。このため、1850年に制定されてからは海軍が所轄していた海賊罪は事実上死文化しており1880年には法務大臣が海賊罪で起訴しないように通達を出していた。
1998年に死刑制度が完全廃止されるまで海賊罪には最高刑で死刑があった、海賊罪、国家反逆罪、軍隊内部の犯罪の三つがイギリス最後の死刑が適用される犯罪だった。
2009年現在では海賊罪は海洋法に関する国際連合条約第百一条 海賊行為の定義とMerchant Shipping and Maritime Security Act 1997の第26節に基づいて処罰される。

## 起訴の問題
海賊罪で起訴するためには容疑者が海賊であることを証明しなければならないが船舶に接近しただけで海賊であると断定することは難しく、船舶に武装して乗り込んでからでなければ逮捕起訴することは難しい。このため、海賊と思われる船舶を拿捕しても多くの場合は釈放している。
ソマリア海賊の場合など構成員に未成年者も多く、少年法の適用年齢だった場合にどうするかという問題もはっきりしていない。